# Kariem Hussein
Kariem Hussein, né le 4 janvier 1989 à Münsterlingen, est un athlète suisse spécialiste du 400 m haies.

## Biographie
Kariem Hussein naît le 4 janvier 1989 d'un père égyptien ostéopathe né au Caire, ancien international de volleyball, et d'une mère suisse,. 
Étudiant en médecine, il est d'abord footballeur amateur en deuxième ligue, mais se retrouve éloigné des terrains à cause d’une infection. Il est remarqué lors d'un concours scolaire en 2009 où il atteint 2,01 m lors du saut en hauteur. D’abord intéressé par le décathlon, discipline dans laquelle il se retrouve dixième de la hiérarchie annuelle suisse avec un record de 6570 points, il commence le 400 mètres haies peu après, à l'âge de 20 ans, afin de pouvoir concilier sport et études. Hussein devient vice-champion de Suisse du 400 mètres haies en 2009 puis champion de Suisse en 2011, 2012, 2013 et 2014. Il se qualifie pour les Jeux olympiques d'été de 2012 mais se blesse au pied gauche et ne participe pas à la compétition,. Le 15 août 2014, il devient champion d'Europe à Zurich avec un temps de 48 s 96, son record personnel. Hussein bat à nouveau son record deux semaines plus tard en réalisant un temps de 48 s 70 lors du Weltklasse, où il termine quatrième.
Le 4 juin 2015, lors du Golden Gala de Rome, il termine 5e en réalisant 48 s 76, son 3e meilleur temps. Lors des Championnats de Suisse, Hussein améliore son record personnel à 48 s 45. Il est éliminé en demi-finale des Championnats du monde de Pékin.
Le 7 juin 2016, il s'impose au meeting de Bellinzone en 48 s 98, son meilleur temps de la saison.
Le 24 août, il termine 3e de la finale de la Ligue de diamant lors du Weltklasse Zürich en 48 s 45, record personnel égalé.
Le 16 juillet 2021, il est suspendu pour 9 mois après avoir été contrôlé positif au nicéthamide lors des Championnats de Suisse le 26 juin. Il avait pris une pastille de Gly-Coramin, complément alimentaire disponible en vente libre, pensant à tort qu'il s'agissait d'une substance approuvée. Cette suspension le prive de sa participation prévue aux Jeux olympiques de Tokyo.

## Palmarès
| Date | Compétition                       | Lieu             | Résultat | Épreuve     | Temps         |
| ---- | --------------------------------- | ---------------- | -------- | ----------- | ------------- |
| 2013 | Jeux de la Francophonie           | Nice             | 3e       | 4 × 400 m   | 3 min 07 s 21 |
| 2014 | Championnats d'Europe par équipes | Riga             | 2e       | 400 m haies | 50 s 14       |
| 2014 | Championnats d'Europe             | Zurich           | 1re      | 400 m haies | 48 s 96       |
| 2014 | Coupe continentale                | Marrakech        | 2e       | 400 m haies | 48 s 47       |
| 2015 | Championnats d'Europe par équipes | Heraklion        | 3e       | 400 m haies | 49 s 96       |
| 2016 | Championnats d'Europe             | Amsterdam        | 3e       | 400 m haies | 49 s 10       |
| 2017 | Championnats d'Europe par équipes | Vaasa            | 3e       | 400 m haies | 49 s 30       |
| 2017 | Championnats du monde             | Londres          | 8e       | 400 m haies | 50 s 07       |
| 2017 | Ligue de diamant                  | Ligue de diamant | 3e       | 400 m haies | 48 s 45       |

## Records
| Épreuve     | Performance | Lieu        | Date                     |
| ----------- | ----------- | ----------- | ------------------------ |
| 400 m haies | 48 s 45     | Zoug Zurich | 8 août 2015 24 août 2017 |